# 紐阿福歐板塊

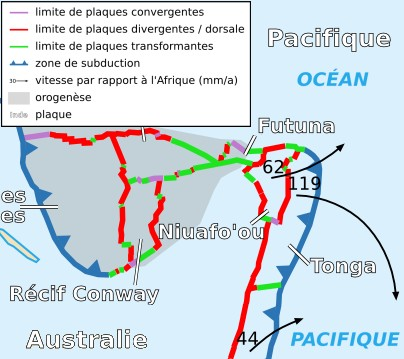
紐阿福歐板塊與鄰近板塊

紐阿福歐板塊（Niuafo'ou Plate）是湯加以西的小型板塊，北面是太平洋板塊，東面是湯加板塊，西面是澳洲板塊，主要被聚合板塊邊緣包圍，這個地區經常發生地震。